# María Beatriz Aguirre-Urreta
María Beatriz Aguirre-Urreta (25 de septiembre de 1955, Argentina) es una paleontóloga y geóloga especializada en bioestratigrafía del Cretácico inferior.

## Reseña biográfica
Se graduó como Licenciada (1978) y doctora (1981) en Ciencias Biológicas, y posteriormente como doctora en Ciencias Geológicas (2013) por la Universidad de Buenos Aires. Entre 1981 y 1983 fue Vocal de la Asociación Paleontológica Argentina.
Se desempeña como Investigadora Superior del CONICET desde el año 2013, y es Profesora Emérita en la Facultad de Ciencias Exactas y Naturales de la Universidad de Buenos Aires. 
Su tema de investigación principal son los amonites cretácicos de Argentina, una clase de moluscos cefalópodos extintos.  Sus campañas de recolección de fósiles tuvieron lugar en varias provincias de Argentina, como Santa Cruz, Mendoza, San Juan y Neuquén, entre otras.
Se considera a Beatriz Aguirre-Urreta como una pionera en muchos sentidos, por impulsar la creación de la Licenciatura en Paleontología de la UBA, y participar de la creación del Instituto de Estudios Andinos "Don Pablo Groeber" (IDEAN, UBA -CONICET), el cual dirigió.

## Distinciones
Ha recibido numerosas distinciones nacionales e internacionales:
- Miembro Honorario Vitalicio de la Sociedad Geológica de Londres.
- Integrante del Kilian Group.
- Integrante de la Comisión Internacional de Estratigrafía de la Unión Internacional de Ciencias Geológicas.
- Premio Bunge y Born (2016).
- Diploma al Mérito	en Ciencia y Tecnología - Fundación Konex (2023).
- Premio Pellegrino Strobel (2024).